# IBM 801
A 801 az IBM egy kísérleti processzora és az arra épülő miniszámítógépe volt az 1970-es évek közepétől és az 1980-as évekig; ez volt az első RISC processzor. Magát a 801-es processzor architektúrát az IBM különböző nagyszámítógépek kontrollereiben használta fel egészen az 1980-as évekig. Ez a processzor nagy hatással volt az IBM POWER architektúrára.

## Története
1974-ben az IBM egy kutatási projektbe kezdett, amelynek a célja egy nagy telefonkapcsoló hálózat megtervezése volt, amely képes 300 hívást kezelni másodpercenként. A kezdeti vizsgálatok szerint egy hívás valós idejű feldolgozásához 20000 gépi utasításra volt szükség, ebből következik, hogy a teljes berendezés kezeléséhez egy legalább 12 MIPS teljesítményű processzor szükséges. Ez abban az időben rendkívül nagyra törő célnak számított, figyelembe véve a korabeli gépek, pl. a System/370, 1-2 MIPS körüli teljesítményét.
A kutatócsoport a System/370 nagyszámítógépen futó programokat tanulmányozta, a gépi utasítások szintjén: a lefordított kód végrehajtását követték nyomon és elemezték.
A kutatás során nyilvánvalóvá vált, hogy a korabeli komplex utasításkészletű (CISC) processzorok legtöbb utasítása felesleges / kidobható, mivel csak olyan egyszerű műveletekre volt szükség, mint I/O, ugrások, regiszterek közti összeadások és egyszerű aritmetikai műveletek, adatmozgatás regiszterek vagy regiszterek és memória között.
Az egyszerű tervezési filozófia, amely szerint egy összetett művelet minden lépését pontosan egy gépi utasítás végzi, és minden egyes utasítás végrehajtása ugyanazon állandó idő alatt történik, vált a későbbiekben ismertté mint RISC (mint tervezési elv).
1975-ben a telefonkapcsoló projektet leállították, prototípus nem készült. A kutatás első évében futtatott szimuláció eredményei azonban azt mutatták, hogy a fenti elvek szerint nagyon ígéretes, nagyteljesítményű általános processzor építhető, így egy újabb kutatás-fejlesztési projektet indítottak, 1975 októberében az IBM Thomas J. Watson Kutatóközpont 801-es épületében, John Cocke vezetésével. A 801 elnevezés egyszerűen az épület számából ered. A projekt feladata egy miniszámítógép, egy compiler és egy vezérlőprogram kifejlesztése volt, amely jelentősen olcsóbban és gyorsabban képes futtatni a már meglévő programokat. A meglévő eredmények, pl. a nagyszámú programvégrehajtási statisztika, alapján kialakult egy olyan nagyon kicsi és nagyon gyors mag elméleti terve, amely egy tetszőleges gép mikrokódját képes lenne futtatni.
A processzort eleinte szimulációként futtatták, elkészült hozzá egy programnyelv: a PL.8 és egy optimalizáló fordító. Már a szimulált processzor nagy teljesítménynövekedést mutatott, sebessége a System/360 gazdagépen 3-4 MIPS volt. Később elkészítették a processzor prototípusát is, amit szintén 801-nek nevezték el. A 801 CPU már működött 1980 nyarán. A megvalósítás bipoláris emittercsatolt logikájú, Motorola MECL-10K technológiával készült, több wire-wrap technikával szerelt lapból állt. A CPU órajel ciklusa 66 ns volt, ami kb. 15.15 MHz, és kb. 15 MIPS teljesítménye volt.
Az első prototípus 24 bites volt, virtuális memóriát nem használt. A következő változat már teljesen 32 bites volt: minden utasítása 4 bájtos, 32 db 32 bites regisztere volt, külön utasítás- és adat-gyorsítótárat kapott, virtuális memóriát használt. A processzorokat az IBM megpróbálta kereskedelmi termékekben felhasználni, ennek eredményeként jött létre a ROMP processzor, ami szintén a 801-es fejlesztés egyik mellékága, de kevés sikerrel. A processzort az IBM különböző eszközeiben alkalmazta, pl. S/370-es gépek kontrollereiben, hálózati vezérlőkben és az IBM 9370 nagyszámítógép magjában is.
A 801-es processzorral szerzett tapasztalatok alkalmazást nyertek a későbbi America Project-ben, ami az IBM POWER architektúra kifejlesztéséhez és az RS/6000 asztali számítógépekhez vezetett.
John Cocke a 801-en végzett munkájáért 1987-ben elnyerte a Turing díjat  és 1994-ben megkapta a Nemzeti Tudományos Érdemérem kitüntetést (National Medal of Science).

## Lásd még
- RISC